# Sotekia minima
Genre
Espèce
Sotekia minima, unique représentant du genre Sotekia, est une espèce d'opilions laniatores de la famille des Epedanidae.

## Distribution
Cette espèce est endémique de Kalimantan en Indonésie. Elle se rencontre vers Sotek.

## Description
Le mâle holotype mesure 1,2 mm et la femelle paratype 1,5 mm.

## Publication originale
- Suzuki, 1982 : « Two new genera of Phalangodinae (Opiliones, Phalangodidae) from Eastern Kalimantan, Borneo. » Annotationes Zoologicae Japonenses, vol. 55, p. 100–104.